# Regina Pawlikowska
Regina Pawlikowska (ur. 6 grudnia 1941 w Użance Małej) – polska nauczycielka, poseł na Sejm PRL V kadencji.

## Życiorys
Uzyskała wykształcenie średnie. Pracowała jako nauczycielka w szkole podstawowej w Ptaszkowie. W 1969 uzyskała mandat posła na Sejm PRL w okręgu Wałbrzych z ramienia Zjednoczonego Stronnictwa Ludowego. W trakcie kadencji zasiadała w Komisji Oświaty i Nauki oraz pełniła funkcję sekretarza Sejmu.